# Ишкёль (национальный парк)
Национальный парк Ишкёль — охраняемая природная территория на севере Туниса, в 25 км к юго-востоку от Бизерты. Управляется министерством сельского хозяйства Туниса, подразделением национальных парков, подчиняющимся службой охраны лесов.

## История
В XIII веке на территории парка находились охотничьи угодья династии Хафсидов. В начале XX века парк перешёл в общественную собственность. В 1977 году объявлен ЮНЕСКО биосферным заповедником, в 1980 году был включён в список Всемирного наследия. 18 декабря 1980 года указом президента Туниса n°80-1608 был образован национальный парк. В том же 1980 году был внесён в список территорий, защищаемых Рамсарской конвенцией.

## Экология
Парк состоит из озера Ишкёль площадью 50 км², заболоченных территорий, а также скального массива, достигающего высоты 510 м. Он используется как место зимовки 180 видами птиц, среди которых есть редкие. В озеро впадают шесть пресноводных вади, поставляющие воду только зимой. Летом озеро через канал Тинджа и озеро Бизерта соединено со Средиземным морем, поэтому солёность воды летом несколько увеличивается. Озеро является последним остатком от большой системы озёр, когда-то расположенных в Северной Африке.
В парке расположен один из важнейших орнитологических заповедников Северной Африки, с богатым разнообразием фауны и флоры. Встречаются редкие виды, как, например, султанка и мраморный чирок, а также широко распространённые — гуси, утки, лебеди и фламинго. Растения в озере служат пищей птицам. Известняковый скальный массив покрыт оливковыми деревьями.

## Опасности
Экосистема находится под угрозой из-за строительства дамб выше озера, что увеличивает солёность воды. Предполагается установить шлюзы, которые улучшат распределение пресной воды. Из-за увеличения содержания соли в воде в 1996 году парк был помещён в список объектов Всемирного наследия, находящихся в опасности. ЮНЕСКО разработало антикризисный план, что улучшило стратегию управления парком и распределение водных ресурсов. Власти Туниса запретили использование воды озера для сельскохозяйственных нужд. В результате поголовье птиц восстановилось, и в 2006 году парк был исключён из списка объектов Всемирного наследия, находящихся в опасности.